# Ormeniș (okręg Alba)
Ormeniș – wieś w Rumunii, w okręgu Alba, w gminie Mirăslău. W 2011 roku liczyła 81 mieszkańców.